# Anthony George Maldon Michell

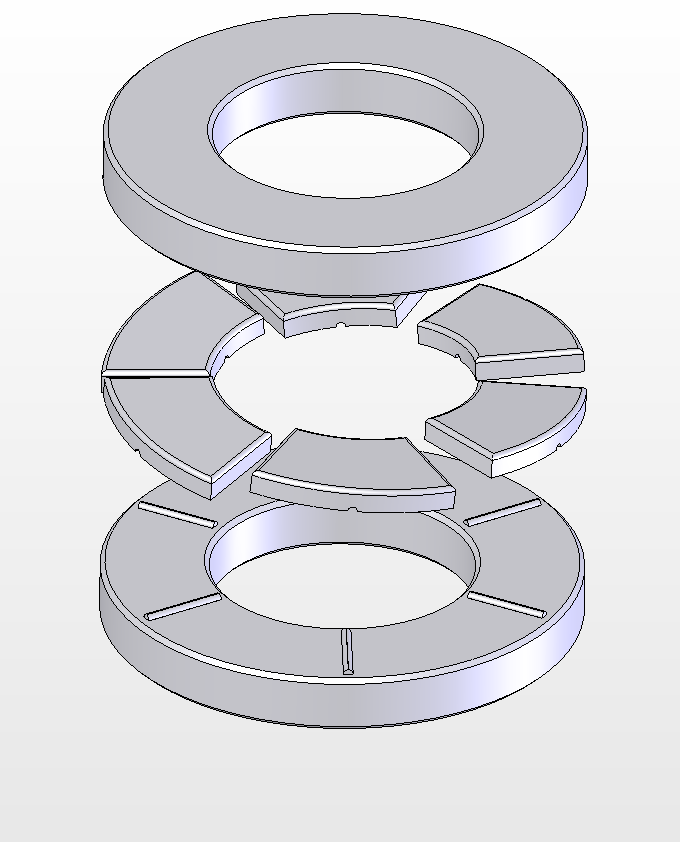
Explosionszeichnung eines Axiallagers nach Michell

Anthony George Maldon Michell (* 21. Juni 1870 in Islington; † 17. Februar 1959 in Melbourne) war ein australischer Maschinenbau- und Hydraulik-Ingenieur.
Eine der ersten Topologieoptimierungen wurden von Michell durchgeführt. Weiterhin leistete Michell mit seiner Arbeit einen wesentlichen Beitrag zur Entwicklung von Lagerungen.